# Greensladella
Genre
Greensladella est un genre de coléoptères de la famille des Ptiliidae.

## Description
En 2007, Johnson collecte et décrit une espèce femelle des îles Salomon, Greensladella semipunctata, ce qui en fait un genre monotypique et la seule espèce décrite de l'écozone néotropique. L'holotype est conservé au Musée d'histoire naturelle de Londres.
Deux autres espèces ont été décrites par Darby en 2021. Ces nouvelles espèces sont toutes deux des femelles : Greensladella cicra est conservée à l'Institut national de la biodiversité,  au Costa Rica et Greensladella cicra au musée d'Histoire naturelle (en) au Pérou.

## Liste des espèces
Selon GBIF (9 novembre 2023) :
- Greensladella cicra Darby, 2021
- Greensladella semipunctata Johnson, 2007
- Greensladella similata Darby, 2021

## Systématique
Le nom valide complet (avec auteur) de ce taxon est Greensladella Johnson, 2007.